# Jarez
Jarez (tiếng tiếng Thổ Nhĩ Kỳ: Carıs,  tiếng Ả Rập: جارز, đã Latinh hoá: Jārīz, cũng đánh vần Jarz) là một ngôi làng ở miền bắc Syria, một phần hành chính của quận A'zaz của tỉnh Aleppo, nằm ở phía bắc Aleppo. Các địa phương gần đó bao gồm A'zaz ở phía tây, Kaljibrin ở phía tây nam và Mare ' ở phía đông nam. Theo Cục Thống kê Trung ương Syria, Jarez có dân số 945 trong cuộc điều tra dân số năm 2004.